# Silke Lichtenhagen
Silke Lichtenhagen (née le 20 novembre 1973 à Leverkusen) est une ancienne athlète allemande spécialiste du 100 mètres. 

## Palmarès

### Championnats du monde d'athlétisme
- Championnats du monde d'athlétisme 1995 à Göteborg,  Suède
  -  Médaille de bronze du relais 4 × 100 m

### Championnats d'Europe d'athlétisme
- Championnats d'Europe d'athlétisme 1994 à Helsinki,  Finlande
  -  Médaille d'or du relais 4 × 100 m

### Championnats du monde junior d'athlétisme
- Championnats du monde junior d'athlétisme 1992 à Séoul,  Corée du Sud
  -  Médaille de bronze du relais 4 × 100 m

### Championnats d'Europe junior d'athlétisme
- Championnats d'Europe junior d'athlétisme 1991 à Thessalonique,  Grèce
  -  Médaille d'or du relais 4 × 100 m